# 12AU7

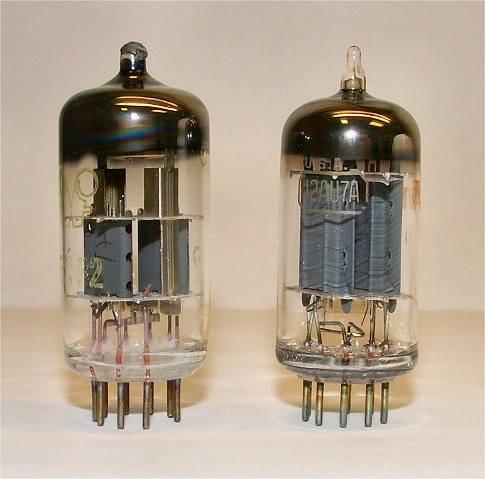
Válvula 12AU7A, variante fabricada por RCA.

Distribución de patas según la norma EIA-9A.

La válvula 12AU7 y sus variantes están compuestas por dos triodos dentro de un tubo en miniatura de 9 pines (para zócalo de 9 patas)  Pertenece a una familia de triodos de vacío dobles los cuales comparten la misma distribución de patas (RETMA 9A). La válvula 12AU7 es conocida en Europa bajo la designación de Mullard–Philips ECC82. Hay muchas válvulas equivalentes a esta, con nombres diferentes, algunos idénticos, otros diseñados para la robustez, con larga vida útil, u otras características especiales; por ejemplo, están las de uso militar del ejército de EE. UU., la válvula 5814A y las europeas de calidad especial, denominadas como ECC82 y E182CC.
La válvula es utilizada habitualmente en audio de alta fidelidad (HI-FI), ya sea en amplificadores de bajo ruido, en drivers, y como inversor de fase en circuitos amplificadores push-pull. Fue muy usado en sus versiones de calidad especial ECC82 y 5814A en circuitos de computadoras previo al uso de semiconductores. 
La válvula es esencialmente dos 6C4 o dos EC90 en el mismo tubo de vacío.
Los triodos dobles de la familia 12AU7 utilizan para su circuito de calentamiento, una tensión de filamento de 6.3V 300mA, conectados en paralelo o 12.6V 150mA conectados en serie.
Las 12AU7 hasta 2012 seguían siendo fabricadas en Rusia, Eslovaquia (JJ Electronic), y China.